# Пихручей
Пихручей — ручей в России, протекает по территории Кубовского сельского поселения Пудожского района Республики Карелии. Длина ручья — 14 км, площадь водосборного бассейна — 46,8 км².

## Общие сведения

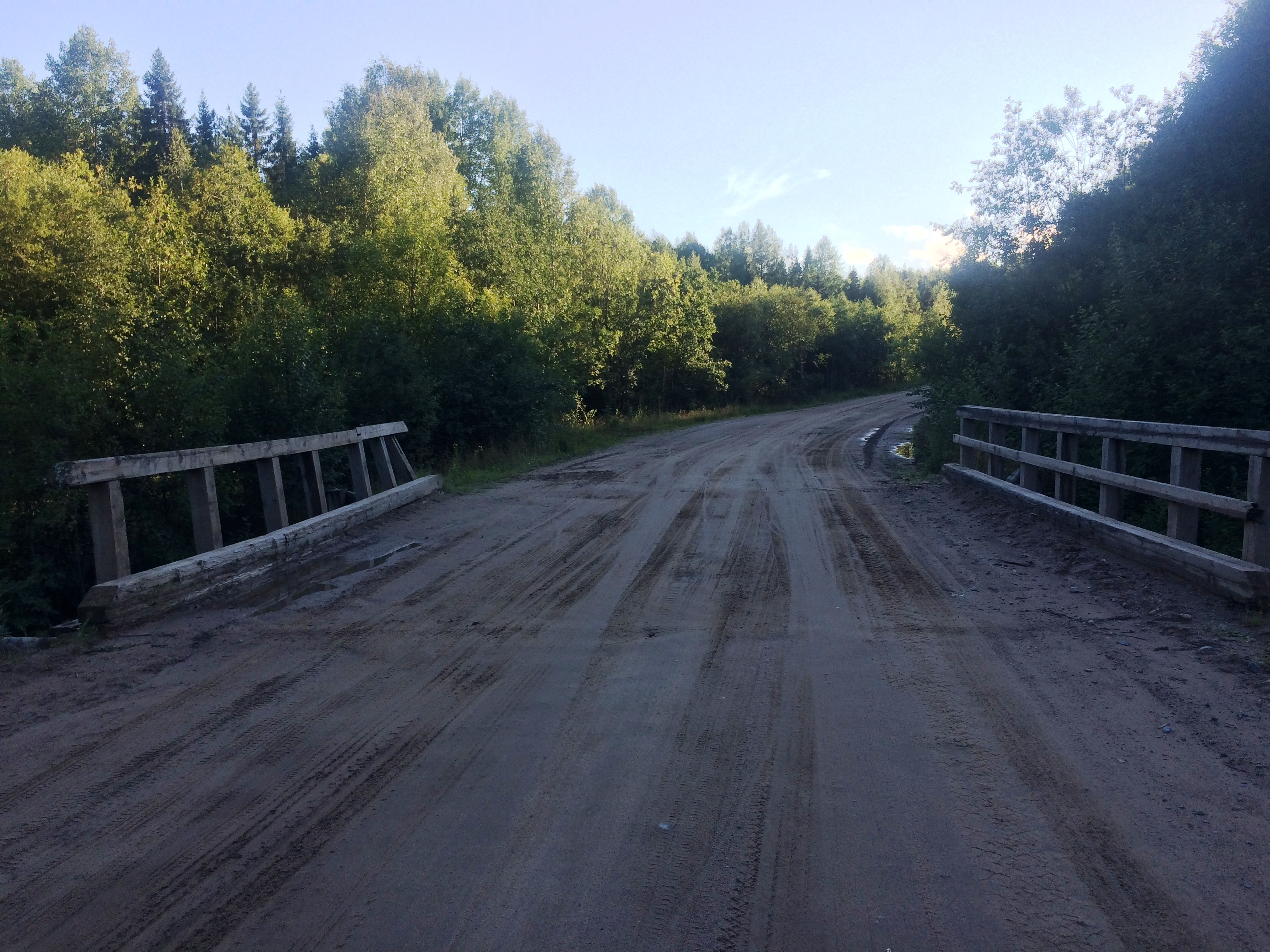
Автомобильный мост

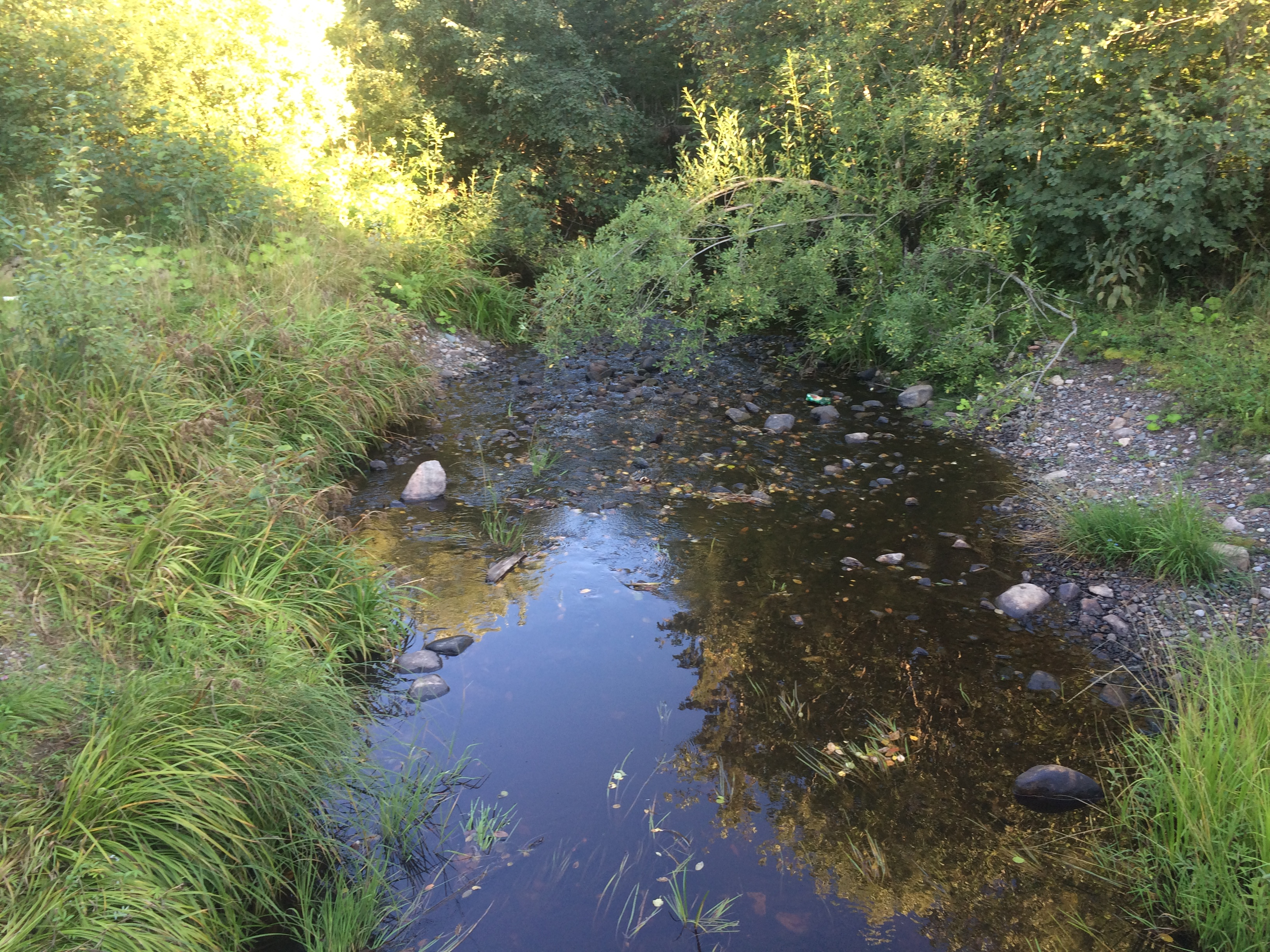
Вид вверх по течению

Ручей берёт начало из Пихозера и далее течёт преимущественно в южном направлении.
Ручей в общей сложности имеет шесть малых притоков суммарной длиной 13 км.
Устье ручья находится в 99 км по правому берегу реки Водлы, впадающей в Онежское озеро.
В нижнем течении Пихручей протекает через посёлок Кубово, пересекая автодорогу местного значения 86К-290 («Кривцы — Кубово — Водла»).
Код объекта в государственном водном реестре — 01040100412202000016798.